# Sicardo (vescovo di Novara)
Sicardo (... – Novara, 780) è stato un vescovo italiano.

## Biografia
Sicardo nacque in data sconosciuta in patria ignota.
Eletto Vescovo di Novara in data incerta, rimase in carica nella propria sede sino alla propria morte, nel 780.